# Plagiochila undulata
Plagiochila undulata là một loài rêu tản trong họ Plagiochilaceae. Loài này được (L.) Mont. & Nees miêu tả khoa học lần đầu tiên năm 1838.